# 후지사키 아카리
후지사키 아카리(藤崎 あかり)는 히카루의 바둑의 히로인이다. KBS판 더빙판에서는 '김한별'이라는 이름으로 로컬라이징되었다.

## 소개
신장 160cm. 혈액형 O형. 생일 5월 17일. 성우는 카카즈 유미/김은아(KBS), 이용신(투니버스).